# Erich Kästner
Emil Erich Kästner (født 23. februar 1899 i Dresden, død 29. juli 1974 i München) var en tysk forfatter.
Han skrev digte og romaner af samfundskritisk, antifascistisk holdning som Fabian (roman) fra 1931. Han fik skriveforbud i Det tredje rige, og hans bøger blev brændt under den store bogbrænding i 1933. 
Han skrev også børnebøger, (bl.a. Emil und die Detektive 1929; da. overs. Emil og Detektiverne) og erindringer. Flere af hans børnebøger er filmatiseret op til flere gange.
Kästner blev aldrig gift, men fik en søn. I en årrække levede han sammen med journalisten Luiselotte Enderle, der især blev kendt for sin Kästner-biografi.
Erich Kästner modtog Georg Büchner-prisen i 1957 og H.C. Andersen-medaljen i 1960.